# Gavalda Réka
Gavalda Réka (Budapest, 1981. február 19. –) válogatott labdarúgó, csatár.

## Pályafutása

### A válogatottban
2001-ben két alkalommal szerepelt a válogatottban.

## Sikerei, díjai
- Magyar bajnokság
  - 2.: 2001–02
- Magyar kupa
  - győztes: 2002

## Statisztika

### Mérkőzései a válogatottban
| Magyarország | Magyarország    | Magyarország | Magyarország | Magyarország | Magyarország  | Magyarország     | Magyarország | Magyarország |
| #            | Dátum           | Helyszín     | Hazai        | Eredmény     | Vendég        | Kiírás           | Gólok        | Esemény      |
| ------------ | --------------- | ------------ | ------------ | ------------ | ------------- | ---------------- | ------------ | ------------ |
| 1.           | 2001. május 26. | Tiszaújváros | Magyarország | 8 – 1        | Szlovénia     | nemzetközi torna | -            | 78'          |
| 2.           | 2001. május 27. | Tiszaújváros | Magyarország | 0 – 0        | Lengyelország | nemzetközi torna | -            | 82'          |
|              | Összesen        |              |              | 2            | mérkőzés      |                  | 0            | gól          |